# Verlag Scheidegger und Spiess
Die Verlag Scheidegger und Spiess AG (Eigenschreibweise: Scheidegger & Spiess Kunst | Fotografie | Architektur) ist ein Schweizer Buchverlag mit Sitz in Zürich.
Schwerpunkt der Verlagstätigkeit bildet die Publikation von Werken zu Kunst, Fotografie und Architektur. Hierzu zählen unter anderem Monografien und Ausstellungskataloge zu Martin Disler, Johann Heinrich Füssli, Alberto Giacometti, Hans Josephsohn, Agnes Barmettler und Meret Oppenheim, Bild- und Textbände über Joan Miró und Jean Tinguely, Werkverzeichnisse von Bernhard Luginbühl und Willy Guggenheim (Varlin), Briefeditionen von Cuno Amiet und Ernst Ludwig Kirchner, Fotobände, Gebäudemonografien sowie Textbände zur Architektur. Ergänzt wird das Verlagsprogramm seit 2005 mit englischsprachigen Publikationen und Übersetzungen.

## Geschichte

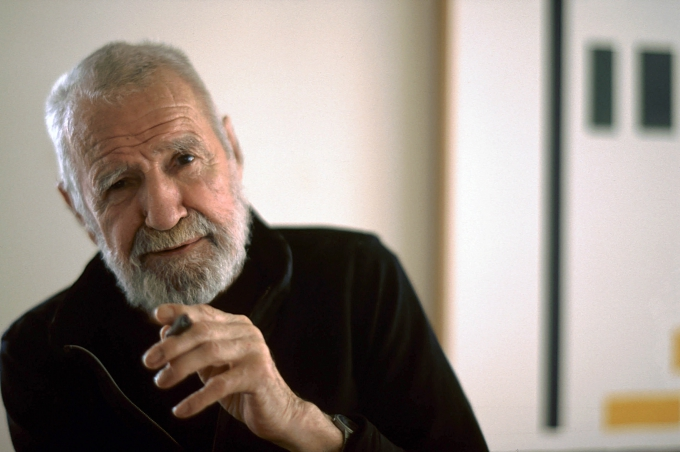
Ernst Scheidegger 2012 fotografiert von Monica Boirar

Gegründet wurde der Verlag durch den Fotografen, Maler und Verleger Ernst Scheidegger (1923–2016). Grundlage bildete seine Freundschaft mit Alberto Giacometti, den er 1943 während seines Militärdienstes in Maloja kennenlernte. Daraus entstanden zahlreiche Bilder, die Ernst Scheidegger im Bergell und in Paris aufnahm. 1962 erschien mit Jean Genets Buch über Leben und Werk von Alberto Giacometti das erste Buch im damals noch «Verlag Ernst Scheidegger» genannten Verlag. Später folgten zahlreiche weitere Bücher, die unter anderem Zeichnungen von Alberto Giacometti und fotografische Erinnerungen von Ernst Scheidegger an ihn beinhalteten. Gleichzeitig wurde das Verlagsprogramm über die Jahrzehnte laufend mit Büchern über weitere bedeutende Künstler ergänzt.
1997 stiess Heiner Spiess zum «Verlag Ernst Scheidegger» dazu, weshalb dieser in «Verlag Scheidegger und Spiess AG» umbenannt wurde. Heiner Spiess war unter anderem einer der Mitbegründer des Limmat Verlages. In der Folge entstanden zahlreiche Projekte in Zusammenarbeit mit namhaften Schweizer Museen wie dem Kunsthaus Zürich, dem Kunstmuseum Basel, dem Kunstmuseum Bern, dem Kunstmuseum Winterthur oder dem Fotomuseum Winterthur.
Nach dem Tod des Künstlers, Ausstellungsmachers und Verlegers Johannes Gachnang übernahm der Verlag Scheidegger und Spiess im Sommer 2006 den Buchbestand und das Verlagsarchiv der «Verlag Gachnang & Springer AG». Nachdem der Mitinhaber Heiner Spiess im Mai 2006 gestorben war, übernahm ab November 2006 Thomas Kramer die Verlagsleitung.